# 2012年阿菲永卡拉希薩爾軍火庫爆炸事件

阿菲永卡拉希薩爾在土耳其的位置

2012年阿菲永卡拉希薩爾軍火庫爆炸事件發生於2012年9月5日21時15分的土耳其阿菲永卡拉希薩爾。根據土耳其軍隊表示，該事故造成25名軍人死亡（两名軍官、两名特别中士和21名二等兵），另有四名軍人與三名百姓受傷。
該爆炸發生在軍火庫的分類工作期間，裡面的彈藥是由來自蘇蘇爾盧克第44弹药连儲運火车運往阿菲永卡拉希薩爾，再由民用卡車從火車站運往該軍火庫。爾後，軍火庫的軍官要求下屬在十天後的例行檢查之前完成清點與分類工作。因此儘管軍火庫實際上缺乏照明設施，並不允許人員在黑暗中進行工作，但是分類、清點工作仍在夜晚繼續進行。事故發生當下，整個軍火庫僅由停在前面的卡車大燈、手電筒，甚至於打火機來進行照明。
爆炸原因被認為是因為一枚手榴彈意外爆炸，然後其他手榴彈也相繼爆炸導致。土耳其軍方表示，士兵們在幾天前就開始在軍火庫統計損失。隨後軍方決定解除那四位指揮官的職務，並把他們吊到其他的職位任職。
發生爆炸的第32號倉庫隸屬於土耳其陸軍工兵部隊第500兵工廠指揮部第四軍需品師第41弹药连。駐紮於現場的軍官在軍事檢察官聽證會表示，當時有248噸的手榴彈與360噸175mm彈藥被試圖放進兩個倉庫中，並沒有按照原先要求放在五個倉庫。相關調查由埃斯基謝希爾的空軍第一戰術司令部的一名軍事檢察官進行（該司令部也負責指揮位於阿菲永卡拉希薩爾的設施）。最終軍事法庭裁定拘留一位少校，並在不進行逮捕的情況下，另外審判兩名上校與中尉。該少校後來被判誤殺罪。軍事檢察官稱沒有任何證據表明該事故為恐怖主義或蓄意破壞活動造成。

## 外部連結
- YouTube上的